# Glossobalanus polybranchioporus
Glossobalanus polybranchioporus is een diersoort in de taxonomische indeling van de Hemichordata. Het dier behoort tot het geslacht Glossobalanus en behoort tot de familie Ptychoderidae. De wetenschappelijke naam van de soort werd voor het eerst geldig gepubliceerd in 1965 door Tchiang & Liang.